# Christian Ruud
Christian Ruud (Oslo, 24 de agosto de 1972) é um ex-tenista profissional norueguês. Ele é pai do também tenista Casper Ruud.